# Monster Hunter: World
Monster Hunter: World (モンスターハンター：ワールド?, Monsutā Hantā: Wārudo) è un videogioco action RPG del 2018 sviluppato e pubblicato dalla software house giapponese Capcom per PlayStation 4, Xbox One e Microsoft Windows. Il gioco è il quinto capitolo principale della serie Monster Hunter. Annunciato all'E3 2017, World è stato pubblicato in tutto il mondo il 26 gennaio 2018 per PlayStation 4 e Xbox One, e il 9 agosto 2018 per Microsoft Windows. Nel gioco, si vestiranno i panni di un cacciatore, incaricato di dare la caccia e uccidere o intrappolare i mostri che vivono in diversi biomi. In caso di successo, il giocatore viene ricompensato con parti del mostro e altri elementi con cui sarà possibile creare armi e armature. Il giocatore dovrà creare equipaggiamenti per cacciare mostri sempre più potenti, i quali, a loro volta, forniranno parti per creare attrezzature ancora più efficaci. I giocatori possono cacciare da soli o in gruppo, fino a un massimo di quattro cacciatori, tramite il multiplayer online del gioco.
Monster Hunter: World adotta le formule standard della serie dai suoi precedenti capitoli e dai recenti giochi per console portatili per sfruttare la grande potenza di elaborazione fornita da computer e console moderni. Tra le modifiche più importanti figurano la creazione di spazi ambientali completamente connessi e la rimozione di "zone" necessarie per i capitoli per PlayStation 2 e PSP, un'intelligenza artificiale e una fisica più avanzate per i mostri, un'esperienza cooperativa in multiplayer più persistente, e un raffinamento dei tutorial e dell'interfaccia utente del gioco per aiutare i nuovi giocatori a entrare nella serie. Tali cambiamenti hanno portato Capcom a pianificare la pubblicazione simultanea del gioco in tutto il mondo, dato che Monster Hunter non ha avuto un buon successo al di fuori del Giappone, in parte a causa di diversi piani di pubblicazione. Inoltre, Capcom ha scelto di sostenere il gioco online tra diverse regioni geografiche per la stessa ragione. Il ritardo dell'uscita per la versione Windows è stato attribuito al fatto che Capcom volesse assicurarsi che il suo primo gioco lanciato sul mercato di Windows fosse ottimizzato per i giocatori su computer. Nell'aprile 2020, gli aggiornamenti per il gioco sono stati sincronizzati su tutte le piattaforme.
Monster Hunter: World ha ricevuto il plauso della critica, che ha elogiato il modo in cui Capcom sia riuscita a rendere il gioco più accessibile ai nuovi giocatori e al mercato occidentale, senza rinunciare agli elementi cardine della serie, e sfruttando al massimo la capacità di elaborazione delle console moderne per creare ecosistemi vivi, cosa che ha portato a definirlo il miglior gioco del franchise. Monster Hunter: World è il gioco con il più alto numero di vendite nella storia di Capcom, con oltre 21 milioni di copie vendute. Un'espansione, chiamata Iceborne, è stata pubblicata per console nel settembre 2019 e per Windows nel gennaio 2020, e ha venduto più di 9.2 milioni di copie. Il capitolo successivo, Monster Hunter Rise, è stato sviluppato insieme a World e annunciato per Nintendo Switch nel marzo 2021, con una versione per Microsoft Windows uscita l'anno successivo.

## Trama
Il giocatore interpreta un cacciatore appartenente alla Quinta flotta della Commissione di Ricerca, inviata in un nuovo continente conosciuto come Nuovo Mondo dalla Gilda dei Cacciatori per scoprire la causa della Traversata degli Anziani, migrazione di massa di draghi anziani che avviene ogni dieci anni e porta questi animali a raggiungere il continente. Poco prima dell'arrivo, tuttavia, la nave dove si trovano il cacciatore e la sua Assistente viene speronata da un enorme drago anziano noto come Zorah Magdaros, ultimo mostro ad aver effettuato la traversata, ma i due riescono comunque a raggiungere la base operativa della commissione, chiamata Astera.
Dopo aver completato alcuni missioni preliminari (tra le quali la caccia ad alcuni Jagras, Kestodon e a un Gran Jagras imbizzarrito), i due ricostruiscono un accampamento nel cuore della prima zona di caccia, la Foresta antica, eliminando un Kulu-Ya-Ku, e rinvengono un residuo lasciato dallo Zorah Magdaros, sbarazzandosi al contempo di un aggressivo Pukei-Pukei che intralciava l'operazione. Successivamente, il protagonista viene inviato a scortare alcuni eruditi in una zona desertica nota come Guglie selvagge, dove il drago anziano ha lasciato una seconda traccia. La missione viene interrotta da un Barroth, che viene però eliminato dal cacciatore, il quale si incontra anche con un misterioso cacciatore della Prima flotta che si fa chiamare il Segugio, il quale sta anch'egli seguendo lo Zorah Magdaros e che gli promette di rincontrarlo alla "fine di questa storia".
Tuttavia, uno degli eruditi è rimasto indietro durante l'operazione e il protagonista torna sulle guglie per salvarlo, scontrandosi con un Jyuratodus e rinvenendo il cadavere di un Barroth con dei misteriosi aculei conficcati nel corpo. Nel frattempo, la commissione è riuscita a tracciare il percorso dello Zorah Magdaros e pianifica di catturarlo quando attraverserà il Gran dirupo. Per accelerare i preparativi, il cacciatore elimina un Tobi-Kadachi, garantendo così degli strumenti dedicati a tutti i cacciatori, e successivamente un Anjanath, che minacciava di attaccare la base durante l'operazione. Finalmente il giorno arriva e la commissione assalta il drago anziano nel Gran dirupo. Tuttavia, proprio quando sono sul punto di catturarlo, fa la sua comparsa un altro drago anziano, conosciuto come Nergigante, lo stesso che ha ucciso il Barroth sulle guglie, il quale distrugge i bloccanti e permette allo Zorah Magdaros di fuggire.
Il fallimento della missione comporta anche la perdita del drago anziano, il che spinge il cacciatore e l'assistente a dirigersi oltre la spaccatura causata dallo Zorah Magdaros nel Gran dirupo, la quale permette loro di trovare una nuova zona di caccia, gli Altipiani corallini. Tuttavia, i due vengono attaccati da un Legiana e precipitano nel vuoto. Dopo essersi risvegliati, si ritrovano nella base di ricerca della Terza flotta, la quale tentò di attraversare il Gran dirupo tempo fa, ma che precipitò dopo essere stata attaccata dallo stesso mostro che li ha fatti precipitare. In seguito a una spedizione sugli altipiani, il Capo della squadra operativa, nipote del Comandante, giunge nella base e si offre di renderla un'aeronave, in cambio di alcuni materiali di Paolumu.
Grazie al protagonista, l'aeronave viene costruita e la commissione riesce a scendere nella zona presente sotto gli altipiani, la Valle putrefatta, conoscendo l'Esploratrice della Prima flotta ed eliminando un Radobaan che intralciava l'allestimento dell'accampamento. Mentre cercano di scendere per una seconda volta, tuttavia, il cacciatore, l'assistente e la Terza flotta vengono nuovamente intralciati dal Legiana, il quale viene eliminato una volta per tutte dal protagonista, che libera così il cielo degli Altipiani corallini. Dopo essere finalmente riusciti a scendere nuovamente nella Valle putrefatta, i due trovano un altro residuo dello Zorah Magdaros, ma nessuna traccia del suddetto mostro, venendo però attaccati da un Odogaron.
Grazie all'Esploratrice, cacciatore e assistente si rendono conto che la Valle putrefatta è il luogo dove tutti i mostri, draghi anziani compresi, vanno a morire. Tuttavia, questo non li aiuta a capire perché effettivamente lo Zorah Magdaros non sia giunto lì, e decidono quindi di chiedere aiuto all'Antico Wyverniano della Foresta antica, il quale si offre di svelare loro il segreto del "mostro con la montagna di fuoco sul dorso" solo se dimostreranno di essere i degni "re della catena alimentare", eliminando quindi i predatori dominanti della foresta e delle guglie: il Rathalos e il Diablos.
Cacciati i due mostri, l'Antico Wyverniano rivela finalmente il segreto dello Zorah Magdaros: esso sta per morire, ma per qualche oscuro motivo è stato allontanato dalla Valle putrefatta e ora vaga senza meta all'interno del Torrente eterno, un canale sotterraneo che collega ogni angolo del continente. Se dovesse morire al suo interno, la quantità strabordante di bioenergia presente nel suo corpo farebbe esplodere l'intero Nuovo Mondo. Senza abbastanza tempo per evacuare, la commissione decide di deviare il drago anziano in mare, dove la sua morte darebbe vita a un nuovo ecosistema. Nonostante l'interferenza del Nergigante, che sembra essere interessato allo Zorah Magdaros, l'operazione va a buon fine e il drago anziano può morire in pace nell'oceano, salvando così il continente.
Successivamente, numerosi mostri più forti del normale vengono avvistati in varie zone del Nuovo Mondo e la commissione rinviene delle misteriose tracce di Rathian sulle Guglie selvagge, insieme a un Pukei-Pukei che ha sforato dal suo territorio. Eliminato il mostro, il cacciatore e l'assistente iniziano a raccogliere numerose tracce di questo misterioso mostro per scoprire la sua posizione, affrontando anche un potente Anjanath sulle guglie. Una volta localizzato, si dirigono sugli Altipiani corallini per studiarlo, scoprendo che si tratta di un mostro mai avvistato nel Nuovo Mondo, una sottospecie di Rathian chiamata Rathian rosa.
Le sottospecie possono nascere solamente in luoghi estremamente ricchi di sostanze nutritive, il che significa che la quantità di bioenergia presente nel Torrente eterno si è intensificata. Improvvisamente, ad Astera compare l'Ammiraglio, il più alto in grado della commissione, che conduce il protagonista e la sua assistente nella Landa dei cristalli, una zona vulcanica situata oltre il torrente e il cui equilibrio naturale è andato completamente perduto a causa del Nergigante, direttosi lì in seguito al dirottamento dello Zorah Magdaros, per cibarsi dei suoi abitanti, in quanto rivelatosi essere un cannibale e predatore naturale degli altri draghi anziani. Il cacciatore esplora quindi la zona, affrontando i mostri che la abitano (tra i quali vi sono Uragaan, Lavasioth e Dodogama) e raccogliendo tracce del Nergigante. Infine, localizza il divoratore di anziani e ha con lui il confronto finale, riuscendo a ucciderlo.
Nonostante la morte del Nergigante, tuttavia, alcuni draghi anziani presenti nella Landa dei cristalli rimangono comunque fuori controllo e iniziano a invadere altri territori. Per poter impedire che l'ecosistema si modifichi, il cacciatore uccide le tre creature, un Kushala Daora, un Teostra e un nuovo drago anziano della Valle putrefatta capace di controllare i vapori mefitici in essa presenti noto come Vaal Hazak. Successivamente, ad Astera ricompare il Segugio (che mantiene la sua promessa e si rincontra con il protagonista), il quale conduce Ammiraglio e cacciatore verso il cuore della Landa dei cristalli, la Caverna del fato, dove tutta la bioenergia sembra essere concentrata.
Lì, i tre assistono alla nascita di un colossale drago anziano che fuoriesce da un bozzolo generando un'esplosione. Mentre l'Ammiraglio porta in salvo il Segugio, rimasto ferito, il protagonista affronta e uccide la misteriosa creatura, la quale però precipita in un crepaccio e scompare. Tornata ad Astera, la commissione risolve finalmente il mistero della traversata: l'origine di tutto era proprio questo misterioso drago anziano, ora ribattezzato Xeno'jiiva, il quale si era stabilito nel cuore della Landa dei cristalli per assorbire la bioenergia dei draghi anziani defunti e poter così crescere, attirando poi a sé gli altri mostri tramite dei feromoni (il che spiega perché lo Zorah Magdaros si fosse diretto nel torrente invece che nella valle). Tuttavia, la quantità di energia era troppa perché lui potesse assorbirla da solo e ha dato così inavvertitamente origine al complesso ecosistema del Nuovo Mondo.
Terminata finalmente l'indagine, la commissione decide tuttavia di rimanere nel Nuovo Mondo per studiare l'ecosistema locale e affrontare anche i nuovi mostri comparsi, fra i quali Deviljho, Lunastra e Kulve Taroth, interagendo anche con personaggi di mondi paralleli, come il Moguri di Final Fantasy XIV o Geralt di Rivia di The Witcher 3: Wild Hunt.

## Mostri
Nel nuovo mondo si trovano alcune specie di mostro già apparse in passati capitoli della serie; in particolare i mostri piccoli Apceros, Aptonoth, Hornetaur, Kelbi, Mosswine e Vespoid (prima generazione). Tra i mostri grandi invece figurano: Rathalos, Rathalos Azzurro, Rathian, Rathian Rosa, Diablos, Diablos Nera e Kirin (prima generazione); Lavasioth, Kushala Daora, Lunastra e Teostra (seconda generazione); Barroth, Uragaan e Deviljho (terza generazione).
Con l'avvento di Iceborne, sono ritornati i mostri piccoli Anteka e Popo (seconda generazione). Tra i mostri grandi invece si trovano: Rathalos Argentato, Rathian Dorata e Fatalis (prima generazione); Nargacuga, Rajang, Rajang Furioso, Tigrex e Yian Garuga (seconda generazione); Deviljho Selvaggio, Tigrex Brutale, Brachydios, Barioth, Zinogre, Zinogre Stigeo e Alatreon (terza generazione); Brachydios Rabbioso e Glavenus (quarta generazione).
Inoltre, tra la fauna endemica delle zone vi si trovano alcuni esemplari innocui di mostri catturabili con la rete. Tuttavia, all'interno del nuovo mondo si trovano anche altro diverso tipo di creature inedite. Inoltre, in seguito alle collaborazioni con The Witcher 3: Wild Hunt e Final Fantasy XIV è possibile incontrare alcune creature originarie di tali franchise.

## Personaggi
- Assistente: la giovane collega del protagonista, ghiottona ed esuberante. I due si incontreranno per la prima volta sulla nave diretta verso il Nuovo Mondo all'inizio del gioco, dove scopriranno di dover lavorare insieme. Da lì in poi, la ragazza diventerà un punto fisso nel gioco, sempre presente ad Astera e persino nei vari accampamenti sparsi per le diverse zone di caccia. Da lei sarà possibile accettare le missioni (svolgendo il ruolo del banco missioni dei precedenti capitoli) e anche farsi cucinare diversi piatti all'accampamento qualora ci si fosse dimenticati di mangiare ad Astera o Seliana. Come scoperto in Iceborne, si è diretta nel Nuovo Mondo convinta da suo nonno, ex-cacciatore della Prima Flotta e amico dell'Ammiraglio, il quale le ha dato una scaglia da lui trovata e le ha chiesto di scoprirne le origini (essa si rivelerà presto essere una scaglia di Velkhana). L'Assistente subisce un vero e proprio cambiamento nel corso del gioco, maturando e tentando di mettere meno in pericolo il suo collega. Il suo motto è "Assaggia, se non ti fidi!" Lungo il corso della storia, domanderà spesso al protagonista perché egli si sia diretto nel Nuovo Mondo, senza mai ricevere una risposta. Una volta completato l'incarico speciale relativo al Fatalis e conclusa la storia del titolo, l'Assistente rivela di aver intenzione di tornare nel Vecchio Mondo, per raccontare tutto alla sua famiglia.
- Capo della Squadra Operativa: giovane nipote del comandante e cacciatore di Astera. Il Capo della squadra operativa è noto per essere parte della Commissione di Ricerca, ma non della Gilda dei Cacciatori, poiché è nato una ventina di anni prima degli eventi del gioco ad Astera dalla figlia del Comandante. Venne addestrato nelle arti della caccia dal Mastro Cacciatore ed era noto per essere un ragazzo piuttosto ribelle. È il primo membro di Astera a interagire con il protagonista e l'Assistente, salvandoli da un Gran Jagras e da un Anjanath che li stavano attaccando ai cancelli della base. Lungo il corso della storia, assume il ruolo di "mentore" delle nuove reclute, addestrandole e insegnando loro le basi della caccia. In Iceborne, suo nonno decide di metterlo alla prova e lo rende il leader di Seliana, che amministrerà con esperienza e accortezza, permettendole di prosperare anche in un continente rigido come l'Oltreterra. Dimostra più di una volta di tenere molto al suo vecchio maestro (come visto, per esempio, quando il Velkhana attacca Seliana e il cacciatore rimane ferito, con il ragazzo che ordina a tutte le batterie di cannoni di aprire il fuoco sul drago anziano). Una volta completato l'incarico speciale relativo al Fatalis e conclusa la storia del titolo, rivela di voler dirigersi nel Vecchio Mondo insieme allo Spavaldo di Classe-A, per vederlo per la prima volta e conoscere il maestro dello spavaldo, Julius (il Grancomandante), pur promettendo di ritornare per continuare a governare Seliana.
- Spavaldo di Classe-A: giovane ed esuberante cacciatore ventenne che fa parte della stessa classe del protagonista e che lavora in coppia con l'Assistente Seria. Sarà una presenza fissa nel corso della storia e un grande amico del protagonista, collaborando con lui in diverse missioni (come le due operazioni contro lo Zorah Magdaros). Spesso rimarca di aver fatto parte di un grande gruppo di cacciatori nel Vecchio Mondo, che ha abbandonato per unirsi alla commissione. Solo durante l'incarico speciale relativo al Fatalis, si scopre la sua vera identità: egli altri non è che il Grancadetto già presente in Monster Hunter 4 Ultimate e dunque il gruppo di cacciatori di cui parlava sono i Grancaccia. Ha molta stima del suo maestro e spesso afferma che gli manca. Una volta completato l'incarico speciale relativo al Fatalis e conclusa la storia del titolo, si scopre che ha intenzione di ritornare nel Vecchio Mondo insieme al Capo della squadra operativa per riunirsi ai Grancaccia e rivedere il suo maestro, Julius (il Grancomandante). Inoltre, il Generale rivela che il suo vero nome è Aiden. Tra l'altro, durante lo scontro con il Fatalis, egli rimane ferito per salvare il protagonista e sottolinea che "non sarà mai come lui". Questo è un riferimento a Monster Hunter 4 Ultimate, dove durante l'ultima missione della storia, dopo essere stato sorpreso dal Kushala Daora Rugginoso che stavano cercando di respingere, veniva salvato dal Grancomandante. Tale teoria è supportata dal fatto che lo spavaldo stesso durante lo scontro con il Fatalis indossi proprio un'armatura di Kushala Daora.
- Assistente Seria: la collega dello Spavaldo di Classe-A, una giovane donna molto professionale seppur simpatica e amichevole. Incontra il protagonista per la prima volta sulla nave diretta verso Astera insieme al suo collega. Da lì in avanti ha un ruolo piuttosto marginale, pur apparendo a volte insieme allo spavaldo e alloggiando insieme a protagonista e Assistente. Al termine della storia di World, si occuperà dell'indagine relativa al portale collegato con Eorzea e assegnerà al cacciatore il compito di occuparsi del Behemoth. In Iceborne, ha un ruolo decisamente più importante: infatti, quando l'Assistente e l'Esploratrice indagheranno insieme per scoprire il mistero della scaglia posseduta dalla prima, lavorerà per un breve periodo insieme al protagonista, occupandosi insieme a lui della caccia alle sottospecie di Paolumu e Pukei-Pukei, ritornando poi con lo spavaldo dopo la caccia al Barioth. Durante l'incarico speciale relativo al Fatalis, collabora con l'Assistente per allestire l'accampamento di Schrade e salva la vita allo spavaldo dopo che questi era rimasto gravemente ferito dal drago oscuro. In seguito alla morte del Fatalis e alla conclusione della storia, rivela di voler ritornare nel Vecchio Mondo, per riportare indietro un po' di "speranza" per coloro che verranno.
- Comandante: il leader in carica della Commissione di Ricerca, che staziona ad Astera. È un uomo anziano giunto qui insieme alla Prima Flotta (dunque con più di 70 anni) e la perfetta definizione di "leader capace". Infatti, pur essendo di grado inferiore rispetto all'Ammiraglio, è lui a dirigere la base. Fa parte degli unici sei cacciatori appartenenti alla Prima flotta ma rimasti nel Nuovo Mondo (insieme ad Ammiraglio, Esploratrice, Mastro Cacciatore, Segugio e Capotecnico). Per tutta la durata di World e Iceborne, mantiene sempre un comportamento austero e severo, pur congratulandosi con i cacciatori quando essi svolgono un ottimo lavoro. L'unica occasione in cui perde la calma e scoppia in una risata liberatoria è dopo la morte del Fatalis. È il nonno del Capo della squadra operativa e una presenza costante per tutta la durata del titolo. In seguito alla morte del Fatalis, rivela di voler comunque rimanere nel Nuovo Mondo per continuare a dirigere Astera.
- Mastro Cacciatore: anziano ed esperto cacciatore giunto nel Nuovo Mondo 50 anni fa insieme alla Prima flotta. Fa parte degli unici 6 cacciatori appartenenti alla Prima flotta e rimasti tuttora in servizio (insieme a Comandante, Esploratrice, Ammiraglio, Segugio e Capotecnico). Nonostante l'età e l'equipaggiamento antiquato (utilizza una vecchia armatura e spada lunga di Rathian), è estremamente abile e capace di tenere testa a moltissimi mostri molto potenti, fra i quali Nergigante e Velkhana. Tuttavia, a causa dell'età, si rifiuta categoricamente di modernizzarsi, rifiutandosi di utilizzare strumenti come la Fionda, il Rampino Artiglio e nemmeno gli Insetti Guida, facendo ancora affidamento sulle Palle-Pittura per tracciare i mostri. Al termine della missione Maestro della caccia del Nuovo Mondo, rivela di essere rimasto colpito dall'abilità del protagonista e decide finalmente di "modernizzarsi", preferendo andare contro la propria morale piuttosto che smettere di cacciare e dimostrando una grandissima passione per la caccia. Al termine dell'incarico speciale relativo al Fatalis, rivela di essere intenzionato a rimanere nel Nuovo Mondo, per continuare a cacciare come ha sempre fatto. Come viene rivelato al termine di Iceborne, è lo stesso cacciatore comparso nel filmato introduttivo di Monster Hunter Freedom Unite.
- Esploratrice: anziana ed esperta donna giunta nel Nuovo Mondo con la Prima flotta 50 anni fa. Fa parte degli unici 6 cacciatori della Prima flotta rimasti in servizio (insieme a Comandante, Mastro Cacciatore, Ammiraglio, Segugio e Capotecnico). In seguito allo schianto della Terza flotta nel Gran Dirupo, ha iniziato a collaborare con loro, avventurandosi spesso nella Valle Putrefatta in esplorazione. Incontra per la prima volta il protagonista e l'Assistente quando questi precipitano nella valle in seguito all'attacco di un Legiana. Da lì in avanti, instaurerà un ottimo rapporto con l'Assistente, che probabilmente rivede in lei una figura materna. In Iceborne, ha un ruolo principale nella storia, poiché si scopre che il suo mentore si era diretto da solo nell'Oltreterra per scoprire il mistero del canto, salvo venire poi ucciso dal Velkhana. Partirà quindi insieme all'Assistente per scoprire il mistero della scaglia che porta con sé. Al termine della storia, parte insieme ai due verso l'Isola delle Origini per affrontare l'Antico Onnipresente. Una volta completato l'incarico speciale relativo al Fatalis, rivela di voler rimanere nell'Oltreterra, affermando di avere ancora molte cose da "scoprire e da imparare". È l'unico membro della Commissione che non ha la fionda equipaggiata sul braccio, bensì sul proprio bastone.
- Segugio: esperto cacciatore wyverniano di mezz'età giunto nel Nuovo Mondo con la Prima flotta 50 anni fa. Fa parte degli unici 6 cacciatori della Prima flotta rimasti in servizio (insieme a Comandante, Mastro Cacciatore, Esploratrice, Ammiraglio e Capotecnico). È noto per essere partito per scoprire il mistero della traversata da solo diverso tempo fa, non venendo più visto da nessuno da allora. Incontra per la prima volta il protagonista al termine della sua caccia a un Barroth, mettendo al suo servizio il proprio accampamento e chiedendogli di raccontargli la sua storia. In seguito, promette che si rincontreranno "alla fine di questa storia". Al termine della storia di World, mantiene la sua promessa e si dirige insieme all'Ammiraglio e al protagonista verso la Caverna del Fato, rimanendo però ferito dallo schiudersi del bozzolo dello Xeno'jiiva e venendo portato in salvo dall'Ammiraglio. Durante i festeggiamenti finali, dona al protagonista la Flussopietra che aveva trovato a terra nella grotta. Durante la storia di Iceborne, ha un ruolo principalmente marginale, pur apparendo al termine della storia per rivelare di avere scoperto il nascondiglio dell'Antico Onnipresente, comunicando poi agli altri durante i festeggiamenti finali il vero ruolo del Nergigante Razziatore nell'ecosistema. In seguito, conduce Ammiraglio, protagonista e Assistente verso la Valle Remota per mostrare loro la presenza del Safi'jiiva. Una volta completato l'incarico speciale relativo al Fatalis e conclusa la storia dell'espansione, rivela di avere intenzione di restare nell'Oltreterra per continuare a scoprirne ogni mistero.
- Ammiraglio: il più alto in grado della commissione, un alto uomo muscoloso di più di due metri. Nonostante l'aspetto intimidatorio, in realtà è un individuo amichevole e bonaccione, amante del buon cibo e dell'avventura. È uno degli unici 6 cacciatori giunti nel Nuovo Mondo con la Prima flotta e ancora in servizio (insieme a Comandante, Mastro Cacciatore, Segugio, Esploratrice e Capotecnico). Pur essendo a tutti gli effetti il leader della commissione, afferma di "odiare la routine" e delega praticamente tutti i documenti e la gestione di Astera al Comandante, preferendo definirsi uno spirito libero. Appare per la prima volta al termine della caccia alla Rathian Rosa, arrivando improvvisamente ad Astera portando con sé un gran numero di cristalli. In seguito, conduce il protagonista e l'Assistente nella Landa dei Cristalli e li aiuta nell'indagine sul Nergigante. In Iceborne, ha un ruolo più marginale e appare solamente verso la fine della storia, dopo la morte del Velkhana. Ha un ruolo molto importante nell'incarico speciale relativo al Rajang, salvando protagonista e Assistente dalla belva, ma rimanendo ferito. Non prende parte alla massiccia operazione contro il Fatalis, rimanendo a Seliana per gestirla insieme al Capo della squadra operativa. In seguito alla morte del drago oscuro, rivela di voler rimanere nell'Oltreterra. È noto per essere fissato con l'orario, spesso pronunciando la frase "Ah, ce l'avete fatta, e siete stati anche puntuali! Posso ritenermi soddisfatto.". Prima dell'incarico speciale relativo al Safi'jiiva, fa un riferimento a King Ghidorah (affermando che potrebbero anche avere a che fare con un "mostro a tre teste che spara fulmini").
- Chef Miauscoloso: lo chef della mensa di Astera, nonché ex-compagno Felyne dell'Ammiraglio. Si ritirò dalla caccia quando la sua arma si ruppe, portandolo a usarla come coltello da cucina. È estremamente muscoloso ed è fissato con gli "incrementi" (probabilmente le calorie). Lungo il corso della storia, assegnerà al protagonista diverse missioni volte allo scopo di aumentare gli ingredienti della mensa. In Iceborne, decide di rimanere ad Astera, mentre a Seliana farà da cuoca la sua mentore: la Miaestra Chef. In qualità di Felyne, si esprime attraverso dei bruschi miagolii.
- Comandante della Terza Flotta: giovane donna wyverniana a capo della Terza flotta, giunta nel Nuovo Mondo 30 anni fa e composta esclusivamente da eruditi. Appena arrivata, si interessò particolarmente al Gran Dirupo e agli Altipiani Corallini oltre esso. Così, convinse la commissione a tramutare la propria base di ricerca in un'aeronave con la quale avrebbero oltrepassato la spaccatura. Tuttavia, vennero attaccati da un Legiana (lo stesso che attaccherà i due protagonisti durante la storia), che distrusse i palloni aerostatici e fece precipitare la base nel vuoto. Da allora, essa è rimasta incastrata sul fondo del dirupo, lasciando la Terza flotta bloccata, ma permettendo loro di scoprire la Valle Putrefatta. Incontra il protagonista e l'Assistente quando questi precipitano nella valle in seguito all'attacco del Legiana, venendo salvati dall'Esploratrice. In seguito, grazie all'aiuto del Capo della squadra operativa, la base di ricerca verrà resa nuovamente un'aeronave, grazie alla quale la commissione riuscirà ad avventurarsi nelle viscere della Valle Putrefatta (soprattutto grazie al protagonista, che eliminerà una volta per tutte il Legiana, liberando così il cielo degli altipiani). In Iceborne, ha un ruolo molto più importante, poiché la sua aeronave permetterà alla commissione di inseguire lo stormo di Legiana e scoprire l'Oltreterra. Sarà inoltre lei ad avvertire la commissione della presenza dell'Alatreon nella Valle Remota in seguito alla morte del Safi'jiiva. È la sorella dell'Analista. Una volta completato l'incarico speciale relativo al Fatalis, rivela di avere intenzione di rimanere nel Nuovo Mondo.
- Addetta alle Risorse: giovane donna facente parte della Quarta flotta giunta nel Nuovo Mondo 10 anni fa. È la direttrice del centro di coordinamento, dove i cacciatori possono completare richieste, taglie e consegne. Lavora insieme ad Analista e Capotecnico. Durante gli eventi di Iceborne, è l'unico membro del centro di coordinamento a partire per l'Oltreterra. Sebbene ciò non sia presente nella versione italiana del gioco, è di evidenti origini francesi, poiché utilizza molto spesso l'espressione "En allez!" (ovvero "Avanti!"). Una volta completato l'incarico speciale relativo al Fatalis, rivela di aver intenzione di ritornare nel Vecchio Mondo.
- Analista: collaboratore dell'Addetta alle risorse e membro della Quarta flotta. Individuo eccentrico, si occupa principalmente di consegne e richieste, smettendo raramente di lavorare. Nonostante ciò, ama leggere e studiare i dati relativi ai mostri. Racconta spesso barzellette incomprensibili e non ride quasi mai. È il fratello maggiore della Comandante della Terza flotta, della quale ha stranamente paura. Inoltre, odia venire paragonato a lei. In Iceborne, ha un ruolo estremamente marginale e prende il posto dell'Addetta alle risorse quando questa si trasferisce a Seliana. Al termine dell'incarico speciale relativo al Fatalis, rivela di voler rimanere nel Nuovo Mondo.

## Doppiaggio
| Personaggio                     | Doppiatore        | Doppiatore        | Doppiatore         |
| ------------------------------- | ----------------- | ----------------- | ------------------ |
| Assistente                      | Makoto Koichi     | Eden Riegel       | Martina Felli      |
| Comandante                      | Isamu Yusen       | Jamieson Price    | Massimiliano Lotti |
| Capo della Squadra Operativa    | Hiroki Saito      | Matthew Mercer    | Lorenzo Scattorin  |
| Mastro Cacciatore               | Akimitsu Takase   | Matthew Mercer    | Luca Ghignone      |
| Addetta alle Risorse            | Eriko Hirata      | Karen Strassman   | Chiara Francese    |
| Analista                        | Shinya Takahashi  | D.C. Douglas      | Roberto Accornero  |
| Capotecnico                     | Shinnosuke Ogami  | Michael Sorich    | Raffaele Fallica   |
| Comandante Della Seconda Flotta | Tsuyoshi Kurosawa | Xander Mobus      | Gianluca Iacono    |
| Esploratrice                    | Chie Tamura       | Cindy Robinson    | Paola Della Pasqua |
| Segugio                         | Yoshiaki Kawabata | Keith Silverstein | Federico Danti     |
| Ammiraglio                      | Hironori Kondo    | Richard Epcar     | Marco Pagani       |
| Comandante della Terza Flotta   | Hiroko Kiso       | Salli Saffioti    | Cristiana Rossi    |
| Assistente Seria                | Meiko Kawasaki    | Erica Lindbeck    | Tania De Domenico  |
| Spavaldo Di Classe-A            | Takara Inoue      | Philip Reich      | Paolo De Santis    |

## Modalità di gioco
Monster Hunter: World è un action RPG in terza persona. Similmente ai capitoli precedenti della serie, il giocatore vestirà i panni di un personaggio creato da zero che viaggerà nel "Nuovo Mondo", un continente inesplorato pieno di mostri, per unirsi alla Commissione di Ricerca, che sta conducendo studi su quella terra dalla sua base principale, Astera. La commissione di Ricerca incaricherà il cacciatore di dare la caccia e di uccidere (o catturare) grossi mostri che vivono fuori da Astera, allo scopo di proteggere la Commissione e di studiare tali creature. Il personaggio usato dal giocatore non ha attributi in sé, ma saranno determinati dal suo equipaggiamento. Ciò include un'arma, scelta da una serie di quattordici archetipi (come la spada lunga, l'arco o il martello), che definiranno ulteriormente il tipo di mosse e abilità di combattimento che il giocatore potrà usare, e pezzi di armatura, che porteranno a bonus o malus per le abilità di combattimento una volta abbinati. Alcuni equipaggiamenti di base possono essere acquistati usando la valuta del gioco (lo "zenny"), mentre la maggior parte dell'equipaggiamento potrà essere creata con il bottino ottenuto catturando o uccidendo mostri, con le ricompense per il completamento delle missioni o dagli oggetti raccolti sul campo. Ciò crea un loop di gameplay in cui il giocatore sconfigge mostri per ottenere gli elementi per creare armi e armature più potenti così da fronteggiare mostri ancora più forti e ottenere equipaggiamenti migliori.
Astera fungerà da hub centrale, in cui il giocatore potrà comprare e vendere oggetti, gestire il suo inventario, creare nuovi equipaggiamenti e ottenere nuove missioni. Un aspetto chiave dei giochi della serie Monster Hunter è la costruzione e il potenziamento di armi e armature presso una forgia usando le risorse e le parti dei mostri ottenute in combattimento. Sconfiggendo mostri più forti, sarà possibile creare armature con valore difensivo più alto o con una resistenza maggiore a un certo elemento, oppure si potranno migliorare le armi, aumentando i danni. Inoltre, armi e armature possiedono varie abilità con effetti diversi per il giocatore; World introduce un sistema di abilità più lineare rispetto ai capitoli precedenti, in cui ogni arma o pezzo di armature ha uno o più gradi in almeno un'abilità, e l'effetto totale di un'abilità sul giocatore è determinato dalla somma dei gradi di tutte le abilità degli oggetti equipaggiati dal giocatore. Tra i servizi aggiuntivi di Astera figurano un laboratorio botanico per far crescere grandi quantità di piante mentre il giocatore è in missione, aree di addestramento per fare pratica con le armi, un'area di raduno per affrontare sfide speciali nell'Arena contro uno o più mostri, e una mensa dove ordinare un pasto con ingredienti specifici per ottenere dei potenziamenti durante una missione.

### Missioni e combattimento
Dopo aver accettato una missione ad Astera, o aver scelto di lanciarsi una spedizione, il giocatore verrà portato a un accampamento in una delle sei regioni che costituiscono il Nuovo Mondo, ognuna formata da zone numerate, le quali, diversamente dai precedenti Monster Hunter, saranno interconnesse e prive di schermate di caricamento fra una zona e l'altra. Il giocatore dovrà attraversare tali zone, anche se potrà tornare subito a un accampamento in quella regione quando non è impegnato in combattimento. Dall'accampamento, potrà acquisire provviste limitate, riposare per ripristinare la salute e, novità di World, mangiare un pasto che fornisce bonus a tempo limitato. Il giocatore dovrà rintracciare i mostri, cosa che in World sarà facilitata dall'uso degli Insetti guida, che evidenzieranno impronte e altre tracce di mostri grandi o indicheranno risorse che il giocatore potrà raccogliere, come piante, minerali, ossa e insetti. Indagare sulle tracce di un mostro porterà a migliorare le capacità degli Insetti guida per la missione, permettendo loro infine di condurre il giocatore tramite una scia luminescente al mostro che stanno cercando; inoltre, queste indagini porteranno il giocatore a ottenere punti ricerca sul mostro, cosa che permetterà di conoscerne punti di forza, debolezze e comportamento.
Una volta localizzato un mostro, il giocatore potrà usare approcci diversi per ucciderlo o catturarlo usando delle trappole una volta sufficientemente indebolito, usando una combinazione di armi e oggetti a sua disposizione. Una volta che un mostro è indebolito, le sue tattiche spesso cambieranno: diventerà più aggressivo, fuggirà verso la sua tana per riposare o cercherà del cibo per curarsi. In World il giocatore avrà degli strumenti aggiuntivi per il combattimento, tra cui la fionda (usata per sparare proiettili ai mostri per danneggiarli, o come rampino per raggiungere zone in alto e tirare oggetti addosso a un mostro) e il mantello (utilizzabile per un tempo limitato e che fornisce un potenziamento al giocatore, come fungere da tuta mimetica per non farsi individuare dai mostri). Inoltre, il giocatore potrà usare l'ambiente in modo strategico contro il mostro, come travolgerlo sotto una frana o condurlo nella tana di un altro mostro per far sì che si combattano a vicenda. Il gioco include una dinamica sul tempo atmosferico e un ciclo notte-giorno, cosa che influirà sul comportamento di alcuni mostri.
In combattimento, il giocatore dovrà tenere d'occhio la sua salute — se arriverà a zero, perderà i sensi e sarà riportato all'accampamento, ma potrà riprovare, a costo di una ricompensa ridotta; tuttavia, perdere i sensi più di tre volte (la quantità esatta dipende dalla missione) porterà al fallimento della missione. Inoltre, il giocatore dovrà fare attenzione alla sua resistenza, che verrà consumata schivando ed eseguendo altri attacchi e azioni; la resistenza si rigenererà rapidamente, ma il giocatore non dovrà usarla in modo eccessivo, cosa che potrebbe essere difficile durante una battaglia intensa. Il giocatore potrà portare vari oggetti curativi per la salute e la resistenza; diversamente dai giochi precedenti, in cui il giocatore era costretto a restare fermo per consumarli, World permette al giocatore di farlo mentre cammina, anche se il giocatore non dovrà essere interrotto per qualche istante per ottenere tutti gli effetti dell'oggetto curativo. Inoltre, il giocatore dovrà fare attenzione alle alterazioni di stato che i mostri possono infliggere, l'affilatezza dell'arma o la quantità di munizioni per certi tipi di armi, e la quantità massima di oggetti che può portare in missione e che possono limitare il recupero mentre si trova sul campo. Se il giocatore riesce a completare con successo la missione, verrà ricompensato con delle risorse, di solito parti del mostro e degli zenny. La distribuzione delle ricompense di una missione è determinata dalla rarità, quindi per ottenere certe parti rare sarà necessario ripetere una missione più volte per una parte in particolare.
World presenta una modalità storia offerta tramite un sistema di missioni. Diversamente dai giochi precedenti, in cui la storia era una guida per permettere al giocatore di completare la missioni di "Basso grado", prima di aprire il gioco alle più impegnative missioni di "Alto grado" senza una storia a fare da motore guida, World avrà un arco narrativo che continuerà anche nelle missioni di "Alto grado". Secondo il direttore Yuya Tokuda, la storia completa del gioco dovrebbe durare fra le 40 e le 50 ore. Invece di missioni che richiedevano al giocatore di uccidere un certo numero di mostri piccoli o raccogliere risorse, World le offrirà come taglie, che potranno essere ottenute insieme alle missioni principali, o fornite come missioni opzionali che porteranno solitamente a migliorare un aspetto delle risorse di Astera. Un giocatore potrà avere fino a sei diverse taglie attive, e daranno delle ricompense una volta completate. Il giocatore potrà avere anche delle missioni di investigazione, ottenute tramite le indagini sulle tracce dei mostri usando gli Insetti guida o rompendo parti dei mostri in combattimento. Ogni indagine offrirà una missione che può avere limitazioni oppure obiettivi unici paragonati alle missioni della storia, come limiti di tempo o svenimenti limitati, ma che fornirà anche ricompense maggiori; le indagini potranno essere fatte, con successo o no, un numero limitato di volte prima che vengano rimosse.

### Multiplayer
Il gioco permette sia il single-player che una modalità cooperativa online per quattro giocatori; non c'è una modalità cooperativa offline. Il sistema di missioni del gioco è lo stesso in entrambe le modalità. I giocatori possono ritrovarsi in server per il multiplayer che supportano fino a sedici giocatori, in cui potranno pubblicare delle missioni e invitare altri a unirsi a loro, oppure unirsi a missioni in corso, a patto che siano andati abbastanza avanti nella storia del gioco. Se ci sono solo uno o due cacciatori in missione, ognuno di loro porterà con sé un "Palico" (un gatto senziente e antropomorfo) che lo aiuterà in combattimento; i Palico potranno essere equipaggiati con armi e armature create nello stesso modo di quelle dei cacciatori. Se in una squadra ci sono meno di quattro giocatori, un giocatore potrà lanciare un razzo SOS rosso, a cui gli altri giocatori, mentre si trovano ad Astera, potranno scegliere se rispondervi o meno, dando vita a un sistema di intervento. Il gioco supporta inoltre le squadre, l'equivalente delle gilde o dei clani nei tipici giochi massively multiplayer online. Il gioco permette ai giocatori di tutto il mondo di lavorare insieme; il gioco userà un set di comandi e saluti predeterminati che verranno tradotti nelle varie lingue, in modo che i giocatori possano comunicare tra loro. Tuttavia, i giocatori saranno limitati a cooperare solo con coloro che usano la stessa piattaforma, dato che non è presente il cross-platform play. Inoltre, i giocatori dovranno registrarsi con il servizio online della loro console (PlayStation Network o Xbox Live) per usare il multiplayer. Con l'obiettivo di raggiungere un pubblico più vasto dei giochi precedenti, Monster Hunter: World fornisce anche molte più informazioni ai giocatori, tra cui un compagno che avvertirà il giocatore quando la sua salute è al minimo, e altri dettagli sui pro e contro di armi e armature contro mostri specifici.

## Sviluppo
Il gioco è stato in sviluppo per quasi quattro anni, pensato per essere distribuito sulle console principali di quel tempo. Il gioco ha avuto come obiettivo conservare il cuore del gameplay dei precedenti capitoli e perfezionarlo grazie anche alle nuove tecnologie a disposizione.
In seguito alla pubblicazione del gioco vi sono stati diversi contenuti aggiuntivi scaricabili completamente gratuiti, tra i quali risaltano nuove missioni speciali, collaborazioni con altri franchise, equipaggiamento, una nuova area e nuovi mostri.

## Espansioni
Il 10 dicembre 2018 viene annunciata l'espansione Iceborne, e la relativa edizione Monster Hunter World: Iceborne, pubblicata per Playstation 4 e Xbox One il 6 settembre 2019, e per Microsoft Windows è il 9 gennaio 2020. L'espansione vede un proseguimento della storia, aggiunge nuove aree, nuove missioni, oggetti speciali e nuovi mostri. Iceborne rappresenta ciò che nei precedenti giochi della saga era conosciuto come "Grado G", in questo sostituito con il Grado Maestro, per poter affrontare missioni più pericolose e impegnative.

## Accoglienza
| Testata                          | Versione      | Giudizio |
| -------------------------------- | ------------- | -------- |
| Metacritic (media al 16/06/2022) | Xbox One      | 90/100   |
| Metacritic (media al 16/06/2022) | PlayStation 4 | 90/100   |
| Metacritic (media al 16/06/2022) | PC            | 88/100   |
| OpenCritic (media al 16/06/2022) | varie         | 90/100   |
| Attack of the Fanboy             | PlayStation 4 |          |
| XboxAddict                       | Xbox One      | 95/100   |
| the Games Machine                | PC            | 95/100   |

World è stato nominato "Miglior videogioco di ruolo" ai The Game Awards 2018. Il gioco è stato inoltre accolto molto positivamente dalla critica.